# 자료 포락 분석
자료 포락 분석(Data Envelopment Analysis, DEA)은 1978년에 처음으로 제안된 이후 경영과학(OR/M, Operation Research/Management)에서 가장 널리 활용되고 있는 방법 중 하나이다.
같거나 유사한 업무를 수행하는 '개별 주체'들의 효율성을 객관적으로 평가하는 방법론으로 잘 알려져 있다. 여기서 개별 주체를 DMU(Decision Making Unit)라고 부르는데, 큰 기관이나 조직(국가, 다국적 기업, 지자체, 금융기관, 연구기관, 대기업, 중소기업 등), 소속 단위부서(지점, 팀 등), 프로젝트, 개인, 제품 등 비교대상이 되기만 하면 무엇이든 관계없다. DEA는 시장가격이 없는 경우에 투입변수와 산출변수를 기반으로 DMUs의 상대적 효율성을 측정하기 위해 고안되었는데, 투입과 산출 간에 어떤 사전적 함수관계에 대한 가정이 없더라도 이를 모델화할 수 있는 것이 커다란 장점이다. 그만큼 활용성과 융통성이 좋다. 그 결과 DEA의 활용 영역이 매우 확대되어 제품 디자인의 선정, 마케팅 전략의 결정, 제품의 경쟁력 도출 등에도 활용되고 있다.
비교대상 여부는 사실상 비교기준인 투입변수와 산출변수에 의해 결정된다. 통상적으로는 동종 산업에 속한 조직들, 유사한 성격을 가진 프로젝트나 제품, 각 회사의 영업팀 등 누구나 쉽게 비교 대상으로 인식할 수 있는 것들이 DMU가 된다. 그러나 조그만 창조적으로 생각하면 자동차 회사와 금융기관 등을 DMU로 두고 분석할 수도 있으며 매우 의미있는 결과를 얻을 수 있다. 이 때  투입변수와 산출변수가 자동차 회사와 금융기관을 합리적으로 비교할 수만 있으면 된다.  따라서 DMU는 비교기준인 투입변수와 산출변수에 따라 결정되는 것으로 DEA 방법론을 다방면에 매우 유용하게 활용할 수 있다.
투입변수와 산출변수의 선정이 완료되면 분석 모델이 수립된다. 이 모델을 DMUs에 적용하면 각 DMU의 효율성 점수가 산출된다. 100%의 효율성을 가진 효율적 DMUs가 판별되고, 이들이 형성하는 frontier를 기반으로 비효율적 DMUs의 효율성 점수가 산출된다. 이는 매우 실증적이고 과학적이라 그 점수에 대해 이론의 여지가 있을 수 없다. 다만 모델에 따라 효율성 점수가 크게 달라지므로 모델의 적정성과 합리성 확보에 아주 많은 노력을 기울여야 한다. 이 부분은 경험이 많은 전문가의 도움이 필요할 수 있다. (주)디시전사이언스 등 몇몇 회사에서 DEA 자문 및 교육 서비스를 제공하고 있다.
교과서나 article 등에서는 거의 언급되지 않지만, DEA의 가장 큰 특징은 '과제 중심적 접근'과 '중요한 과제에 초점'을 맞추어 DMUs의 성과를 과학적, 정량적으로 도출할 뿐만 아니라 개선해야 할 부분과 개선의 가능성, Best Practice와 Benchmark 대상 등을 제시한다는 점이다. 대부분의 DEA 분석은 효율성 점수를 도출하는 것으로 마무리하지만, 이는 매우 안타까운 것이다. 개선해야 할 부분과 개선의 가능성, Best Practice와 Benchmark 대상 등을 제시함으로써 각 DMU의 성과향상의 방향과 목표를 제시하고 현실적으로 성과를 제고할 수 있을 때 DEA 분석의 진짜 효과를 볼 수 있게 된다.
DEA 분석을 위해서는 Excel 또는 전용 소프트웨어를 활용하게 되는데, 일반적으로 전용 소프트웨어를 활용하게 된다. 전용 소프트웨어로는 Frontier Analyst, DEAFrontier, PIM-DEAsoft 등 다수가 있다. 각 소프트웨어는 각자의 논리가 있으므로 올바른 분석을 위해서는 각 소프트웨어의 매뉴얼을 수차례 읽고 검증을 한 다음에 활용하여야 한다. 소프트웨어를 잘못 활용하면 잘못된 결과를 얻게 되는데, 잘못된 결과임을 알기도 어렵다. 따라서 소프트웨어를 잘 익힌 다음에 활용하여야 한다. 인터페이스와 시장에서의 평판 등을 종합적으로 검토하면 Frontier Analyst 소프트웨어가 가장 앞서 있는 것으로 보인다.